# 陈文炤
陈文炤，浙江山阴人，清朝政治人物。
监生出身。咸丰十年（1860年），擔任利川知县。